# Neottia nidus-avis
El nido de ave o nido de pájaro (Neottia nidus-avis) es una especie herbácea perteneciente a la familia de las orquidáceas.

## Descripción

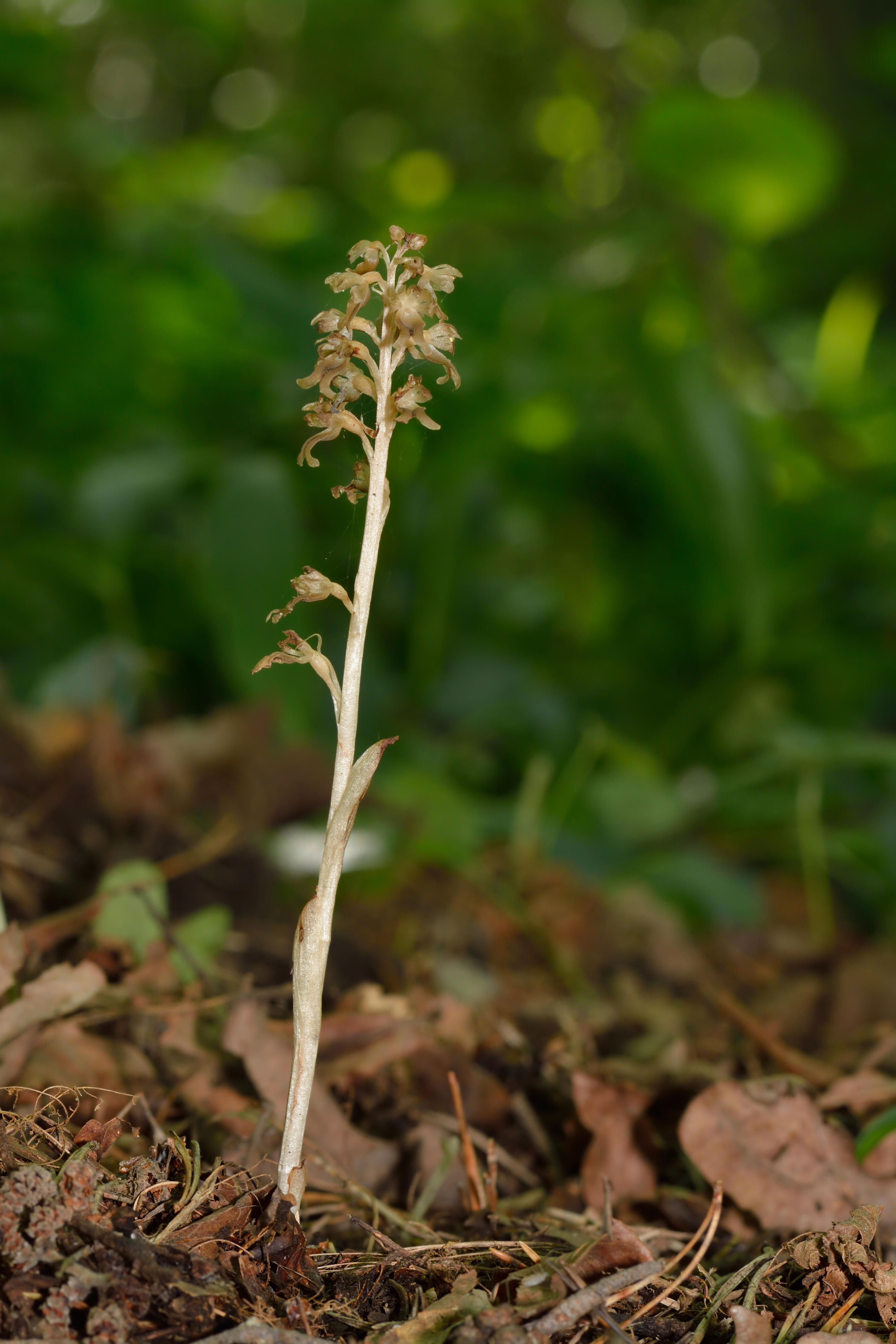
Neottia nidus-avis

Hierba saprofita, carnosa, de color marrón amarillento debido a la ausencia de clorofila. Tallos erectos, foliosos. Hojas reducidas a escamas lanceoladas, envainantes. Flores dispuestas en racimos espiciformes más o menos laxos, con 6 piezas periánticas de color marrón, con 3 piezas externas y otras tantas internas, similares en tamaño, la interna inferior (labelo) está diferenciada de las otras 5 y es bilobulada; ovario situado en posición inferior con relación al resto de las piezas florales. Fruto en cápsula oblonga que contiene numerosísimas semillas. 
Es una especie de tamaño pequeño a mediano que prefiere el clima frío, es terrestre de  color marrón-amarillo, en ocasiones blanco, con un grueso tallo envuelto por 4 a 6 vainas y que florece en la primavera y comienzos de verano en una sólida y densa inflorescencia  erecta de unos 37,5 cm de largo, con muchas flores fragantes de un cm de longitud casi cubiertas por una escala de brácteas lineales.

## Distribución y hábitat
Se encuentra en Irlanda, Gran Bretaña, Noruega, Suecia, Finlandia, Dinamarca, Portugal, España, Francia, Islas Baleares, Córcega, Cerdeña, Sicilia, Bélgica, Países Bajos, Alemania, República Checa, Austria, Hungría, Suiza, Italia, Yugoslavia, Albania, Grecia, Bulgaria, Rumania, Polonia, Ucrania, Rusia Occidental, Siberia Occidental, Argelia, Turquía e Irán.

## Sinonimia
- Ophrys nidus-avis L. (1753) (Basionymum)
- Epipactis nidus-avis (L.) Crantz (1769)
- Listera nidus-avis (L.) Curtis (1778)
- Helleborine nidus-avis (L.) F.W. Schmidt (1793)
- Helleborine succulenta F.W. Schmidt (1793)
- Malaxis nidus-avis (L.) Bernh. (1800)
- Serapias nidus-avis (L.) Steud. (1821)
- Neottia abortiva Gray (1821)
- Neottidium nidus-avis (L.) Schltdl. (1823)
- Distomaea nidus-avis (L.) Spenn. (1825)
- Neottia macrostelis Peterm. (1844)
- Neottia squamosa Dulac (1867)
- Neottia orobanchoidea St.-Lag. (1880)
- Neottia orobanchoidea St.-Lag. (1894)[2]